# 카브랄레스 치즈
카브랄레스 치즈(스페인어: queso de Cabrales 케소 데 카브랄레스[*])는 스페인 아스투리아스 지방의 카브랄레스에서 생산하는 블루 치즈이다. 소젖 치즈이지만, 양젖이나 염소젖과 혼합해 만들기도 한다.

## 같이 보기
- 블루 치즈